# Laodicea al Lico
Laodicea al Lico  (in greco Λαοδίκεια πρός τοῦ Λύκου? e in latino Laodicea ad Lycum) è un'antica città dell'Asia Minore, situata nella valle del fiume Lico (Lykos, oggi Çürüksu), un affluente del Meandro.
I suoi resti si trovano a circa 6 km a nord-est della città di Denizli (nella provincia di Denizli in Turchia), in corrispondenza dei moderni villaggi di Eskihisar, Goncali e Bozburun.

## Storia
Il territorio era stato abitato già in epoca calcolitica (metà del VI millennio a.C.).
Prima del 253 a.C. il sovrano seleucide Antioco II  fondò dandole il nome della moglie Laodice, mentre in precedenza aveva avuto il nome prima di Diospolis ("città di Zeus") e poi di Rhoas.
Lo sviluppo della città fu favorito dalla fertilità della valle del Lico e dalla posizione all'incrocio delle strade tra l'Anatolia centrale e meridionale con la costa occidentale, le quali seguivano probabilmente i percorsi commerciali già tracciati in epoca preistorica.
La città fu coinvolta nelle lotte tra Seleuco III e Attalo I: dopo l'assassinio di Seleuco, il suo generale Acaio, che inizialmente aveva supportato il suo successore Antioco III,  vi si proclamò re nel 222 o 221 a.C. e fu sconfitto e ucciso da Antioco solo nel 213 a.C..
Rimase in possesso dei Seleucidi fino al 188 a.C., quando passò al regno di Pergamo: come tutto il territorio pergameno, fu lasciata in eredità ai Romani nel 133 a.C., entrando a far parte della nuova provincia di Asia.
Le iscrizioni funerarie, a partire dal III secolo a.C. citano i monumenti che dovevano essere presenti nella città ellenistica, come un mercato, uno strategeion, un ginnasio e un teatro. In età romana si sviluppò come centro per la produzione e il commercio della lana e l'industria tessile.
Dopo il terremoto del 60, che devastò le città della valle del Lico, i cittadini furono in grado di ricostruire la città senza aiuti imperiali, che furono invece necessari per Hierapolis.
Il retore Marco Antonio Polemone (88-144), che visse tra Smirne e Laodicea, ebbe sotto Traiano il privilegio di viaggiare gratuitamente per tutto l'impero. Fu visitata da Adriano nel 129, da Caracalla nel 215 e da Valente nel 370.

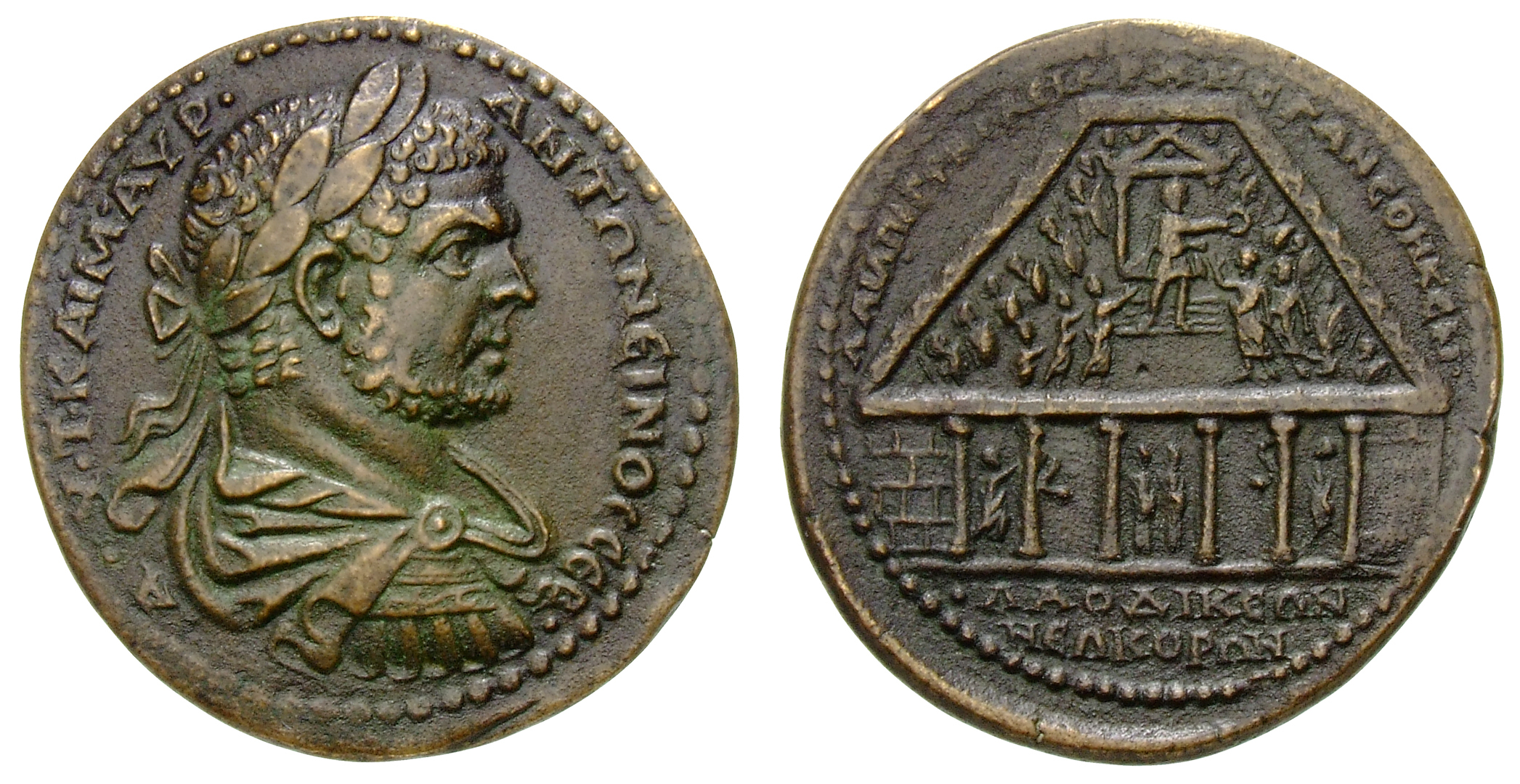
Medaglia romana in bronzo (45 mm, 45,6 g) raffigurante il ritratto di Caracalla e l'imperatore accolti dai cittadini nell'Agorà durante la sua visita a Laodicea ad Lycum (216/217), davanti a un tempio a due colonne con soldati schierati su entrambi i lati.

I vari tipi di tessuti e vesti che vi erano prodotti sono citati nell'Editto dei prezzi dioclezianeo. In epoca tardo-imperiale fu metropoli della provincia di Phrygia Pacatiana. Nel 395 fu circondata da mura, che restrinsero l'area occupata dalla città ellenistica e romana.
Nel 494 fu distrutta da un devastante terremoto e non venne più del tutto ricostruita. Gli abitanti si spostarono a Denizli-Kaleiçi, che ebbe nel VII secolo il nome di "Ladik".

### Cristianesimo
La città fu sede di una numerosa comunità ebraica e, quindi, fu oggetto della predicazione di san Paolo e destinataria di una sua lettera. La chiesa di Laodicea compare anche nell'Apocalisse di Giovanni, come una delle sette Chiese dell'Asia, destinatarie del libro, ma è rimproverata per la sua debole resistenza al culto imperiale di Domiziano. Fu precocemente sede vescovile e vi si tenne un concilio intorno al 350.

## Resti della città
La via principale corre in senso nord-ovest - sud-est, tra la "porta di Efeso", e la "porta siriana" , suddivisa in due tratti paralleli collegati da due strade ortogonali. Il tratto meridionale ("via siriana") è dotato di un ampio condotto fognario sotterraneo. Il tratto settentrionale prende il nome di "via di Efeso". Entrambi i tratti sono fiancheggiati da portici con colonnati dorici, sopraelevati con due gradini, all'interno dei quali si aprono file di botteghe.
La "porta di Efeso", a tre arcate e con torri rettangolari sporgenti alle estremità, e la "porta siriana" vennero costruite nell'84-85 dal proconsole Sesto Giulio Frontino e furono dedicate a Domiziano, come l'analoga "porta di Frontino a Hierapolis. Si tratta probabilmente di un unico intervento urbanistico, insieme alla sistemazione della "via siriana", che venne realizzato dopo le distruzioni del terremoto del 60.
A queste due porte si aggiungevano una porta di Afrodisia a sud-ovest e una "porta di Hierapolis" a nord-est.

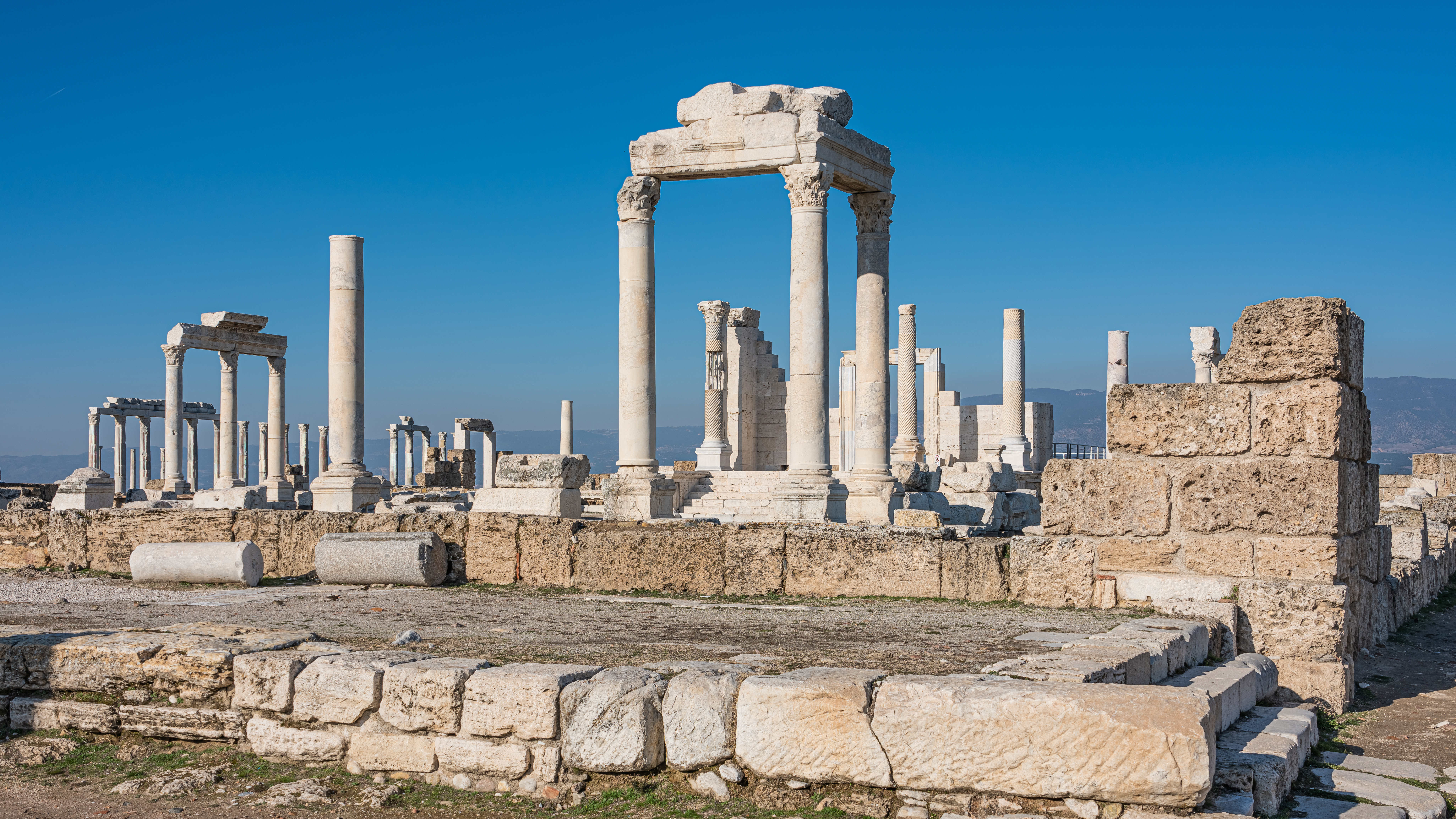
Il tempio A

Sul lato nord della "via siriana", presso la "porta siriana" si trovano i resti di un recinto sacro (temenos) con porticati su tre lati di ordine corinzio e un piccolo tempio prostilo sul lato di fondo settentrionale ("tempio A"). Il tempio è stato identificato con il Sebasteion (tempio di culto imperiale) ricordato dalle fonti durante il regno di Commodo e di Caracalla, tra la fine del II e gli inizi del III secolo.

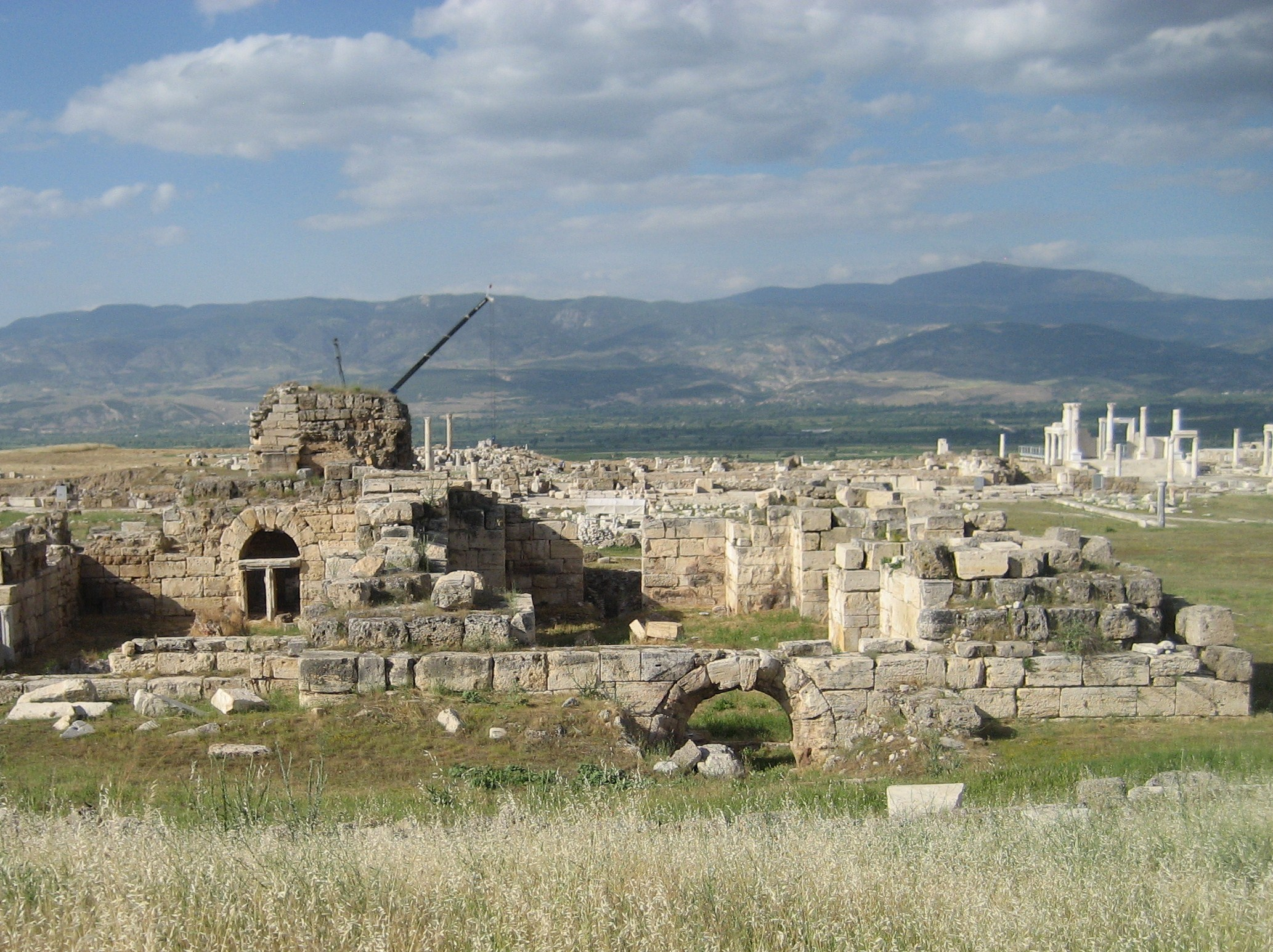
La basilica cristiana

Sul lato sud della via si trova l'agorà romana, sulla quale si affacciava, un impianto termale suddiviso in cinque ambienti. Nel V-VI secolo parte di esso, con l'aggiunta di altri ambienti e di un'abside, venne trasformato in una chiesa ("basilica delle terme"), decorata con elementi di reimpiego e coperta da una massiccia volta. L'agorà romana fu trasformata con l'aggiunta di un porticato sui lati e davanti alla facciata della nuova basilica, pavimentato in opus sectile con marmi colorati.
Un ninfeo (fontana monumentale) si trova all'intersezione tra la "via siriana" e una delle vie che la intersecavano in direzione sud-ovest. Collocata all'angolo dell'isolato, consiste in una piscina quadrata, fiancheggiata, sui lati nord ed ovest, da due altre vasche semicircolari. Venne costruita probabilmente in occasione della visita dell'imperatore Caracalla. Nel V secolo fu trasformata in battistero.
La città ebbe due teatri, entrambi appoggiati sul pendio naturale della collina e successivamente inglobati nel percorso delle mura bizantine. Il "teatro occidentale", forse il più antico, ha un diametro di 85 m e poteva ospitare circa 15000 spettatori. Il "teatro settentrionale" aveva un diametro di 110 m e poteva ospitare circa 20000 spettatori; conserva parte della scena, di epoca romana, con ampio nicchione centrale e in origine decorata da un colonnato su tre ordini.
Nella parte meridionale della città si trova uno stadio, appoggiato al naturale pendio della collina e disposto in direzione est-ovest (280 m x 70 m). Sul suo lato orientale si conserva un accesso con un'iscrizione di dedica al proconsole Marco Ulpio Traiano, padre dell'omonimo imperatore Traiano, che fu governatore della provincia d'Asia nel 79.
Presso lo stadio si trovava una piazza, identificata come l'agorà cittadina, sul cui lato settentrionale si affaccia un bouleuterion (un piccolo edificio con cavea semicircolare destinato alle riunioni del consiglio cittadino), di ordine composito e un edificio a pianta circolare di cui si è ipotizzata l'identificazione con un prytaneion. Sull'opposto lato meridionale la piazza termina in un complesso termale ("terme meridionali") che occupa uno spazio di 132 m per 75 m, con ambienti coperti a volta e rivestiti in origine di marmo. La pianta si articola in una stretta aula di ingresso centrale sulla quale si allineano ambienti disposti simmetricamente sui due lati. Secondo un'iscrizione l'edificio venne dedicato all'imperatore Adriano e all'imperatrice Sabina, in occasione della visita imperiale a Laodicea nel 129.
Un altro edificio termale ("terme occidentali") si trova sul lato sud della "via di Efeso", con ambienti coperti a volta e rivestiti da lastre di marmo in origine, databile probabilmente al II secolo.

## Ricerche archeologiche
Le rovine della città furono viste da viaggiatori occidentali nel corso del XVII e XVIII secolo, che ne pubblicarono stampe e vedute. Una prima mappa dei resti della città fu disegnata da Georg Weber, che si occupò delle strutture di approvvigionamento idrico della città. Nel 1961-1963 l'Università del Quebec condusse scavi nel ninfeo di Caracalla e nel 1992 il museo di Denizli sulla via colonnata. Negli anni 1994-2000 Gustavo Traversari dell'Università Ca' Foscari di Venezia condusse una serie di ricognizioni sul sito, i cui risultati furono pubblicati in una serie di volumi.